# Moon Joo-won
Moon Joo-won (kor. 문주원) (ur. 8 maja 1983) – koreański piłkarz, który gra dla japońskiego klubu Sagan Tosu.